# Hermann Schedel, o Velho
Hermann Schedel (1410-1485) (* Nuremberga, 1410 † Nuremberga, 4 de Dezembro de 1485), foi humanista, filólogo, médico e editor alemão. Estudou Medicina na Universidade de Pádua, onde entrou em 14 de Julho de 1442 e se formou em 1444.

## Biografia
Em 1446, foi admitido como médico particular de Frederico II de Brandemburgo (1440-1471), onde trabalhou durante seis anos. Em 1452 tornou-se médico particular do bispo Johannes von Eich (1404-1464) em Eichstätt e em 1456 foi nomeado médico pelo duque Ludwig, o Rico (1417-1479) em Landshut, e mais tarde na cidade de Augsburgo. Em 1467 ele montou um consultório em Nuremberga, exercendo medicina até a sua morte em 4 de Dezembro de 1485.
Schedel foi fortemente influenciado pelo humanismo italiano. Ele manteve extensa correspondência com os estudiosos e os livros de sua época. Desde 1451, foi responsável pela educação de seu primo órfão Hartmann Schedel (1440-1514), a quem legou sua biblioteca mais tarde. Foi grande amigo de Regiomontanus (1436-1476) com quem uniu seu interesse pelo idioma grego. 